# Josh Schneider
Josh Schneider, né le 11 janvier 1988 à Cincinnati (Ohio), est un nageur américain.
Il est médaillé aux championnats du monde en petit bassin et détient actuellement le record américain du 50 m nage libre en petit bassin.

## Biographie
Schneider est né à Cincinnati, Ohio en 1988, le fils de Greg et Sue Schneider. Il est diplômé de Taylor High School à North Bend, dans l'Ohio. À l'école secondaire, en plus de la natation, il a également participé à des compétitions de golf et de football. Schneider a fréquenté l'Université de Cincinnati et s'est spécialisé dans les affaires. Schneider est parrainé par TYR.
Lors de ses compétitions pour l'Université de Cincinnati, Josh Schneider a été un champion NCAA, remportant le 50 m en petit bassin en 2010.
Lors de la FINA 2010 Championnats du monde en petit bassin, Schneider remporte la médaille de bronze dans le 50 m nage libre en 20 s 88. Schneider, qui nageait dans le couloir huit, seulement qualifié pour la finale après avoir remporté une sélection en barrage contre l'Australien Kyle Richardson. 
Il participe, avec l'équipe américaine et ses coéquipiers Tyler Mcgill, Mark Gangloff, David Plummer, aux séries du relais 4 × 100 m 4 nages. L'équipe se qualifie pour la finale en 3 min 26 s 69 et remporte la médaille d'or dans un temps de 3 min 20 s 99. L'équipe nageant la finale est composée de Nicholas Thoman, Mihail Alexandrov, Ryan Lochte, Garrett Weber-Gale. Ainsi Schneider ne participe pas, mais est toutefois associé à la médaille d'or de l'équipe.

## Palmarès

### Championnats du monde
| Médaille | Compétition                                   | Épreuve          | Temps         | Lieu           | Date             |
| Bronze   | Ch. du monde de natation en petit bassin 2010 | 50 m nage libre  | 20 s 88       | Dubaï (E.A.U.) | 17 décembre 2010 |
| Bronze   | Ch. du monde de natation en petit bassin 2014 | 4 × 50 m 4 nages | 1 min 31 s 83 | Doha (Qatar)   | 4 décembre 2014  |

## Meilleurs temps personnels
Les meilleurs temps personnels établis par Josh Schneider dans les différentes disciplines sont détaillés ci-après.
| Épreuve       | Temps   | Compétition                             | Lieu          | Date        |
| 50m Libre     | 22 s 21 | 47. Trofeo 7 Colli - Internazionali ... | Pescara (ITA) | 17 jui 2010 |
| 100m Libre    | 50 s 10 | US National Championships               | Indianapolis  | 7 jul 2009  |
| 50m Papillon  | 24 s 25 | 47. Trofeo 7 Colli - Internazionali ... | Pescara (ITA) | 19 jui 2010 |
| 100m Papillon | 55 s 48 | US Open                                 | Minneapolis   | 31 jul 2008 |

| Épreuve       | Temps   | Compétition                                   | Lieu           | Date        |
| 50m Libre     | 20 s 88 | Ch. du monde de natation en petit bassin 2010 | Dubaï (E.A.U.) | 17 déc 2010 |
| 100m Libre    | 48 s 86 | 37. Trofeo Nico Sapio Juniores e ...          | Genova (ITA)   | 1 nov 2010  |
| 100m Papillon | 56 s 39 | 37. Trofeo Nico Sapio Juniores e ...          | Genova (ITA)   | 1 nov 2010  |